# 여과세월가회두
《여과세월가회두》(중국어 간체자: 如果岁月可回头, 정체자: 如果歲月可回頭, 병음: Rú guǒ suì yuè kě huí tóu 루궈쑤이웨커후이터우[*], 영어: If Time Flows Back 이프 타임 프로스 백[*])는 2020년 방송되었던 중국의 드라마이다.

## 소개
- 결혼 생활에 점점 지쳐가는 세 남자가 결혼 생활의 어려움을 극복하는 이야기를 다룬 드라마

## 등장 인물
- 진둥 - 백지용 역
- 장흔 (蒋欣) - 강소미 역
- 이종한 (Calvin) - 황규항 역
- 왕이난 - 무핑 역
- 이내문 (李乃文) - 람천우 역
- 쭤샤오칭 - 경아 역
- 조자기 (赵子琪) - 상관혜 역
- 푸징 (傅菁) - 림향 역
- 천빙 (陈冰) - 구효구 역